# Соломон Джозеф Соломон
Соломон Джозеф Соломон (англ. Solomon Joseph Solomon; 16 вересня 1860 — 27 липня 1927) — британський художник, один з засновників Клубу нового англійського мистецтва та член Королівської академії.
Походив з єврейської родини, його сестра, Лілі Делісса Джозеф (уроджена Соломон), також була художницею. Соломон зробив важливий внесок у розвиток камуфляжу під час Першої світової війни, працюючи, зокрема, над спостережними деревами — закамуфльованими під мертві дерева постами спостереження та невтомно пропагуючи ідею використання маскувальних сіток.

## Біографія

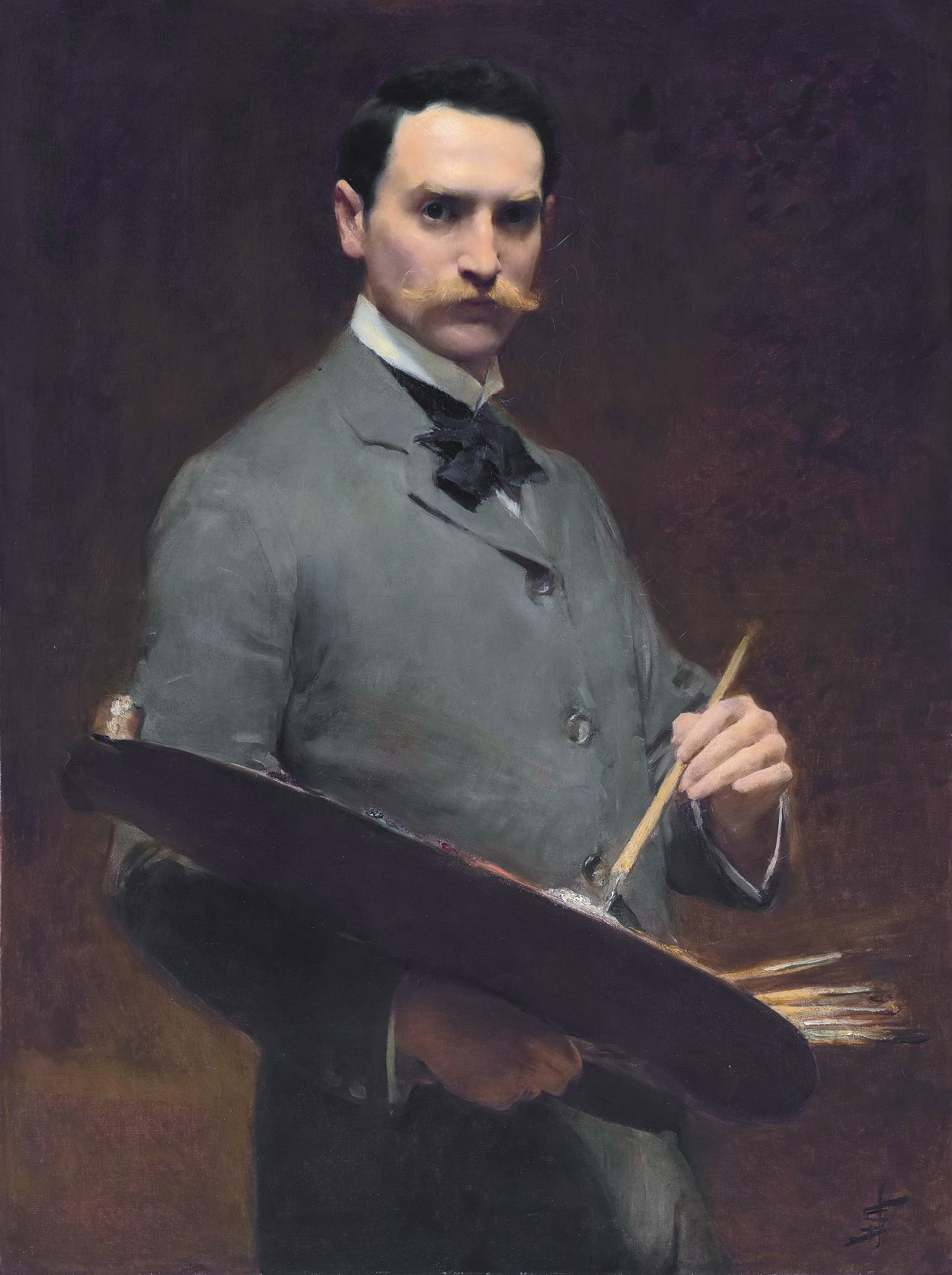
Автопортрет. ~1896 р

Народився в Лондоні в 1860 році, Соломон навчався в різних художніх школах, послідовно, у Школі образотворчого мистецтва Хізерлі, школах Королівської академії, Мюнхенській академії та Школі витончених мистецтв в Парижі (під керівництвом Александра Кабанеля). Соломон також навчався окремо у отця С. Зінгера. Свої перші роботи він виставив ще в 1881 році в Королівській академії, Новій галереї та Товаристві британських художників. У 1886 році він став одним із членів-засновників Клубу нового англійського мистецтва. У 1896 році він став членом Королівської академії, а в 1906 році став повноправним членом, ставши одним із небагатьох єврейських художників, яким це вдалося. У 1919 році він приєднався до Товариства британських художників і став його президентом. У 1921 році став одним з перших членів новоствореного Товариства графічного мистецтва.

## Роботи

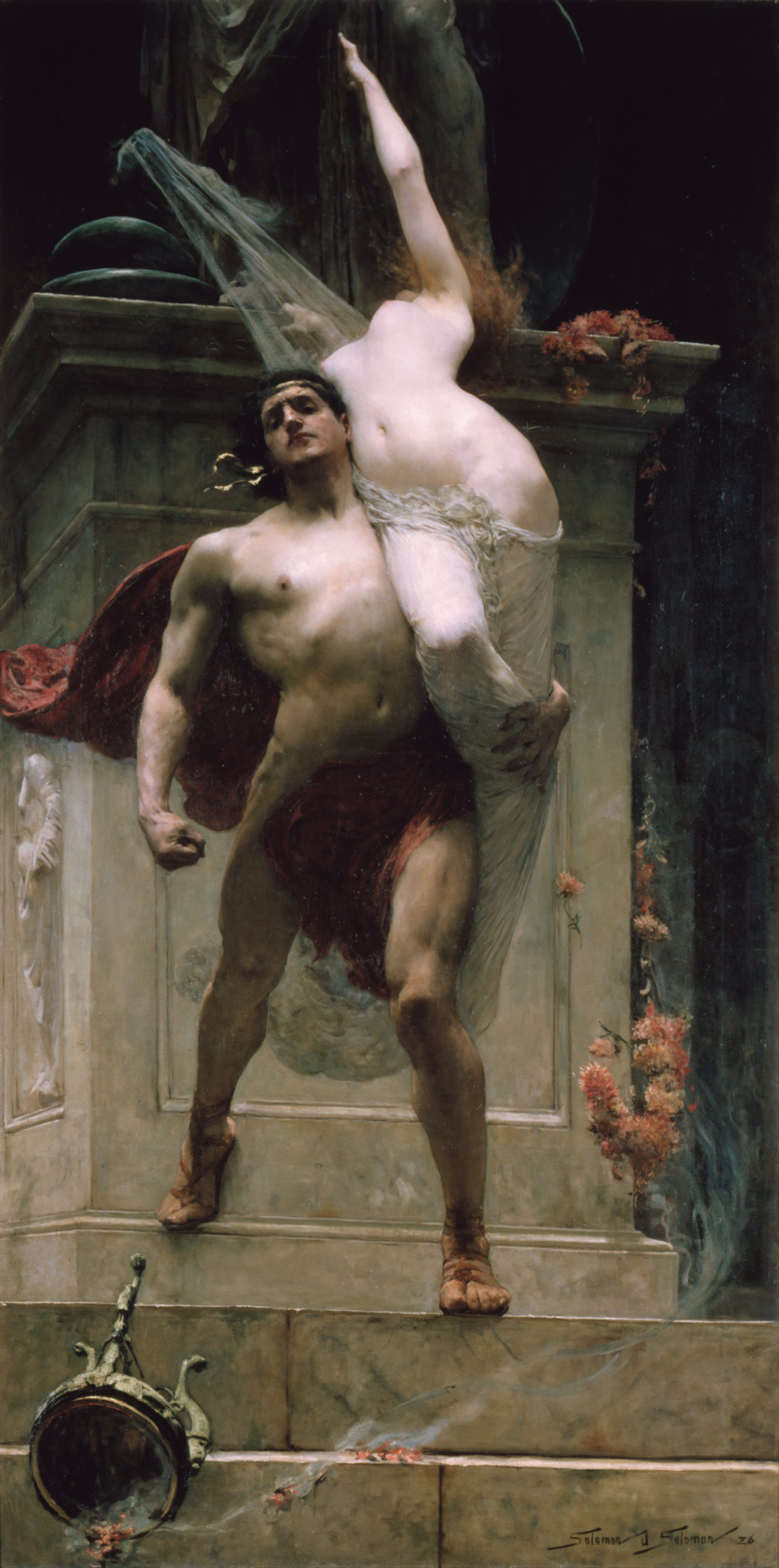
Аякс і Кассандра (1886). Художня галерея Балларата, штат Вікторіїя, Австралія

Живописний стиль Соломона значним чином базувався на стилі його вчителя Александра Кабанеля, але також на нього вплинули Фредерік Лейтон і Лоуренс Альма-Тадема.
Щоб заробити на життя, Соломон малював в основному портрети, але іноді створював також драматичні, театральні сцени з міфології та Біблії на великих полотнах. Ці сцени включають деякі з його найбільш відомих картин.  Однією з найпопулярніших робіт Соломона був «Самсон» (1887), що зображує сцену з біблійної історії про Самсона та Далілу. Цю картину високо оцінили за зображення кількох оголених фігур у активних позах. Самсон — одна з небагатьох картин Соломона, яка регулярно виставлялась у художній галереї Волкера в Ліверпулі. Деякі інші картини Соломона, які привернули значну увагу, включають «Аякс і Кассандра» (1886) і «Народження кохання» (1896). У 1897 році він написав фреску для Королівської біржі в Лондоні «Карл I вимагає п'ять членів магістрату».

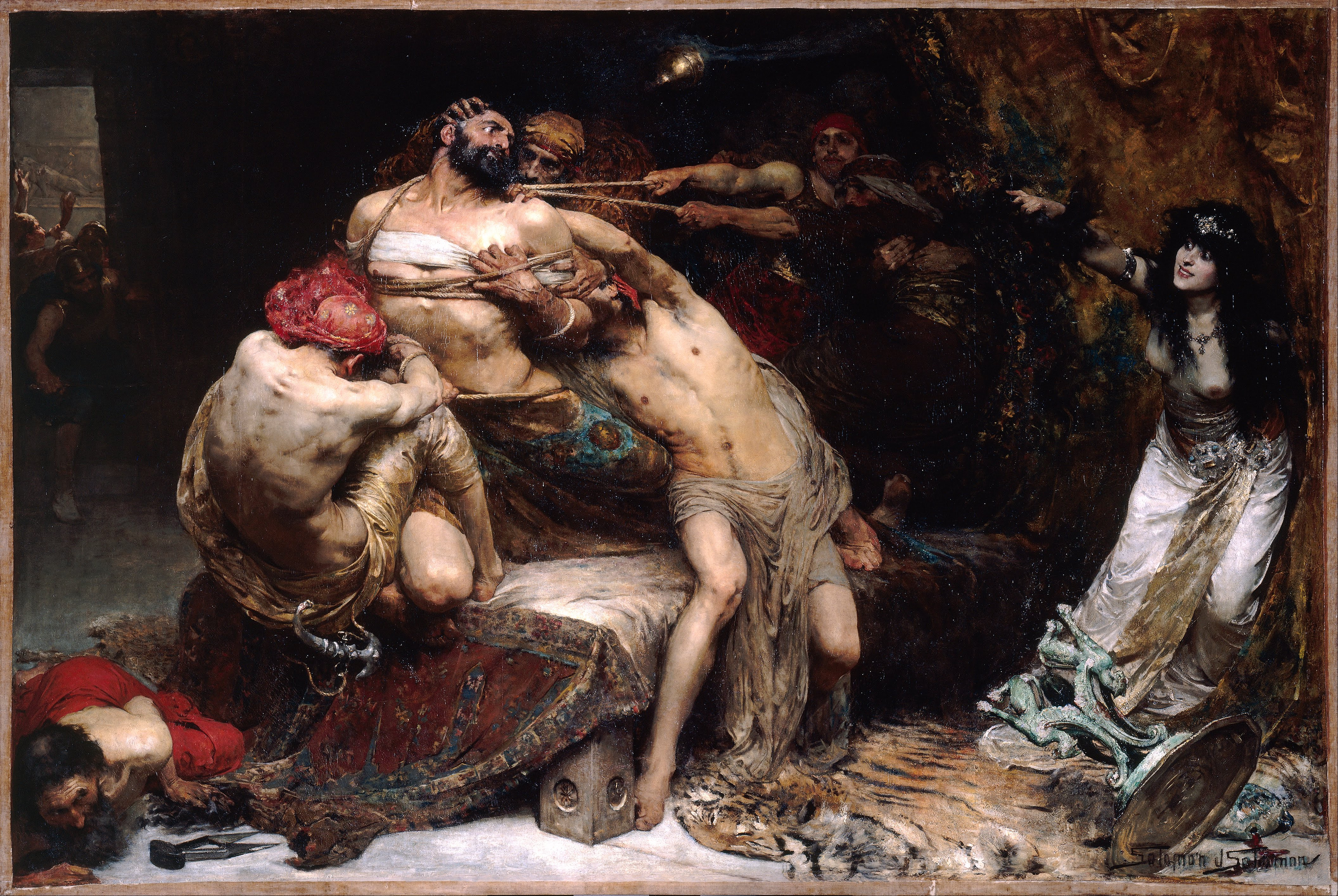
Самсон (1887)

Соломон став добре відомим як новаторський художник-портретист, коли намалював картину Місіс Патрік Кемпбелл у ролі «Паули Танкерей» (1894), яку вона зіграла у фільмі Артура Вінга Пінеро «Друга місіс Танкерей», а пізніше також низку портретів відомих людей, у тому числі архітектора Астона Вебба, письменника Джерома Клапка Джерома та членів королівської родини — короля Георга V, королеви Марії та принца Едуарда (пізніше короля Едуарда VIII). Соломон також був затребуваний як ілюстратор книжок, особливо пригодницьких. У 1914 році Соломон написав книгу «Практика олійного живопису та малюнка».

## Камуфляж

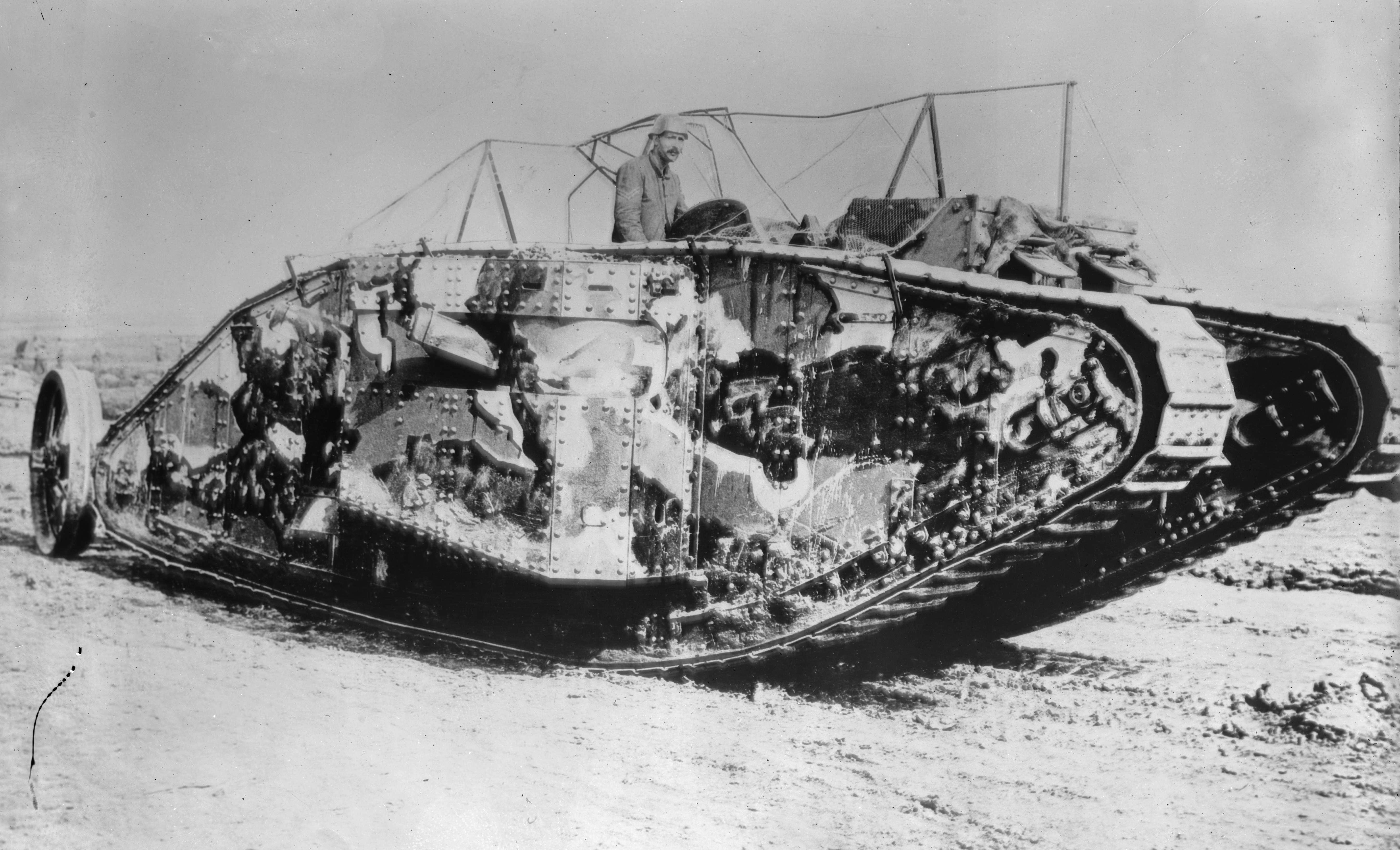
Британський танк Mark I зі схемою камуфляжу Соломона

Під час Першої світової війни Соломон став піонером техніки камуфляжу. Записавшись на початку війни рядовим у The Artists Rifles, полку територіальних військ, він просував свої ідеї щодо камуфляжу спочатку в пресі, а потім безпосередньо серед старших офіцерів армії.
У грудні 1915 року генерал Герберт Пламер організував для Соломона поїздку на передову для дослідження техніки, яку використовували французи. Врешті, його ідеї були прийняті, і йому запропонували створити команду для початку виробництва камуфляжних матеріалів для британських військ у Франції. 31 грудня 1915 року генерал Дуглас Гейг, головнокомандувач британськими військами у Франції, наказав присвоїти Соломону тимчасове звання підполковника, щоб він міг виконувати свої нові обов'язки військового керівника.
Першим завданням нового підрозділу було проєктування броньованих спостережних постів, замаскованих під дерева, використовуючи піонерський досвід французького Відділу камуфляжу на чолі з Люсьєном-Віктором Гіраном де Сева. Перше британське спостережне дерево було встановлене 22 березня 1916 року. Протягом цього часу Соломон показав себе ефективним у мистецьких і технічних завданнях проєктування спостережних дерев і маскувальних сіток, але не як керівник підрозділу. Його змінили в березні 1916 року, і замість посади керівника він став технічним радником проєкту, що дозволяло йому реалізувати себе значно краще. У травні 1916 року його відправили до Англії для допомоги в розробці танкового камуфляжу. Соломон сумнівався, що танки можна ефективно замаскувати, оскільки вони відкидають велику тінь. Натомість він виступав за використання маскувальних сіток, якими поступово захопився, стверджуючи, що німці ховають під величезними сітями цілі армії. Британська армія спочатку вважала камуфляжні сітки неефективними і до 1917 року вони так і не стали виготовлятись у великих кількостях. Зрештою, у 1920 році він опублікував книгу «Стратегічний камуфляж», в якій обґрунтовував цю тезу, що викликало критичні глузування в Англії і в той же час підтримку в німецькій пресі.
У грудні 1916 року Соломон створив школу камуфляжу в Гайд-парку , яка згодом була перепідпорядкована армії.

## Сімейне життя
Донька Соломона, Айріс, була одружена з Евеном Монтегю, одним із «мозків» операції «Мінсміт» під час Другої світової війни. Соломон був дядьком американського драматурга Мосса Харта.

## Галерея

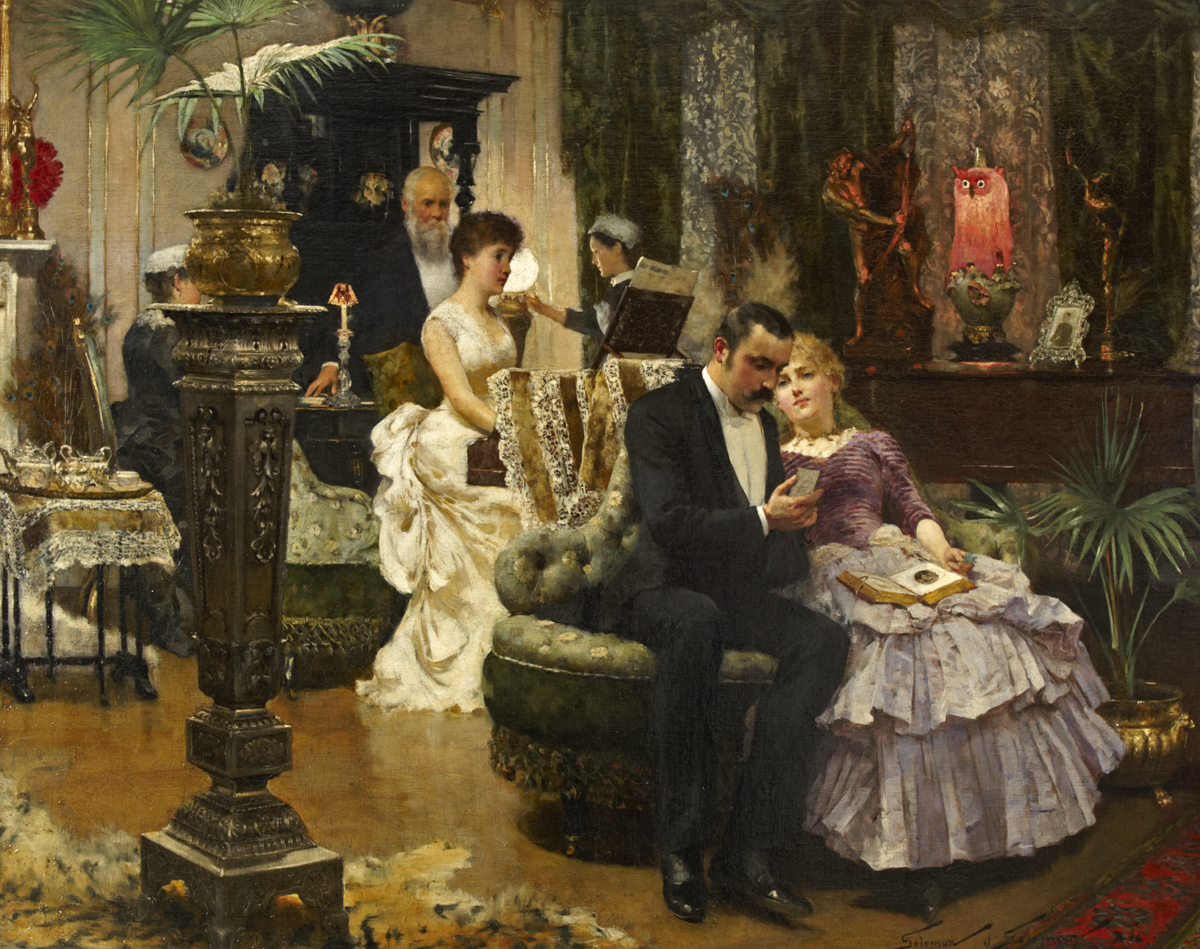
Розмова (1884)
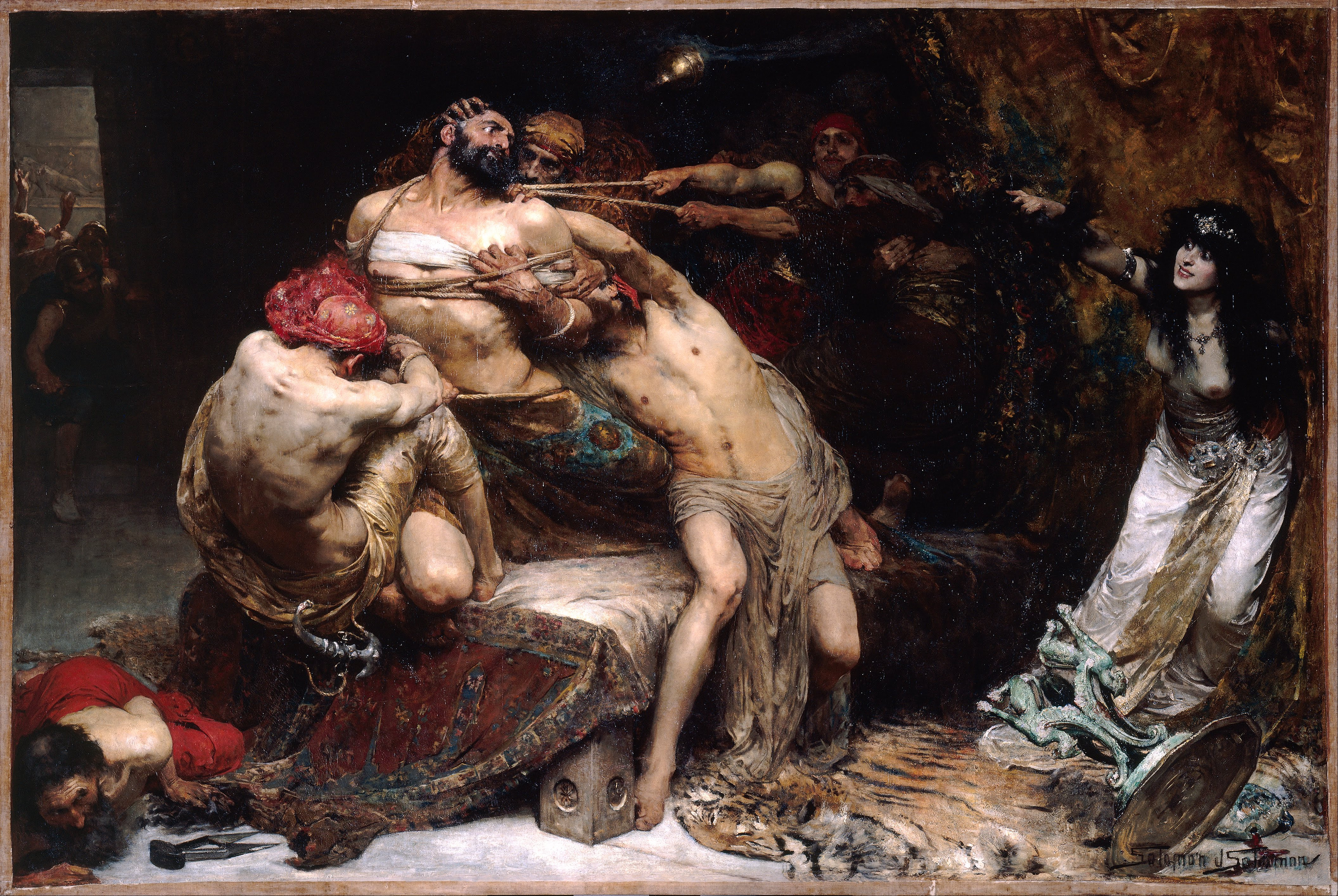
Самсон (1887)
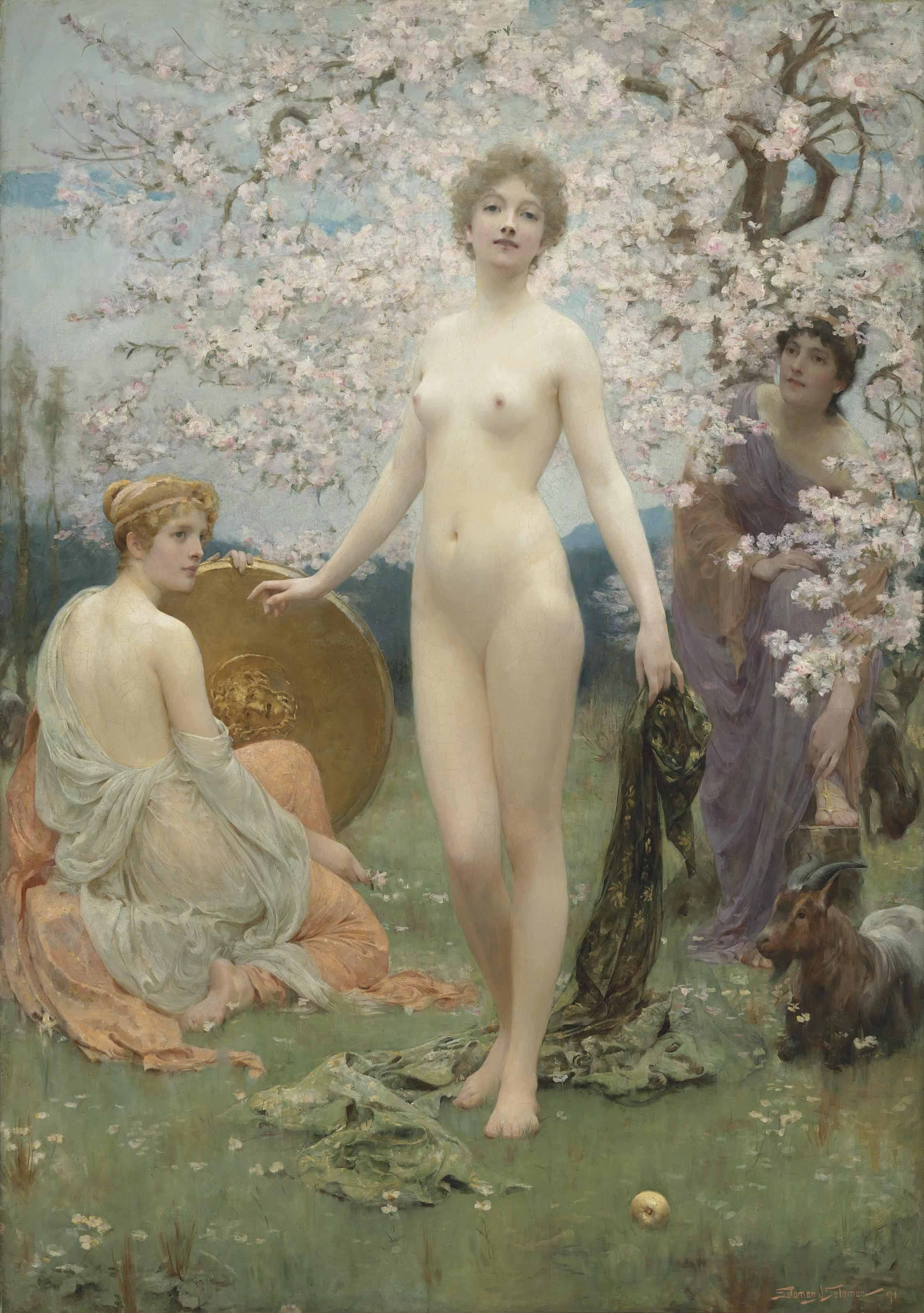
Суд Париса (1891)
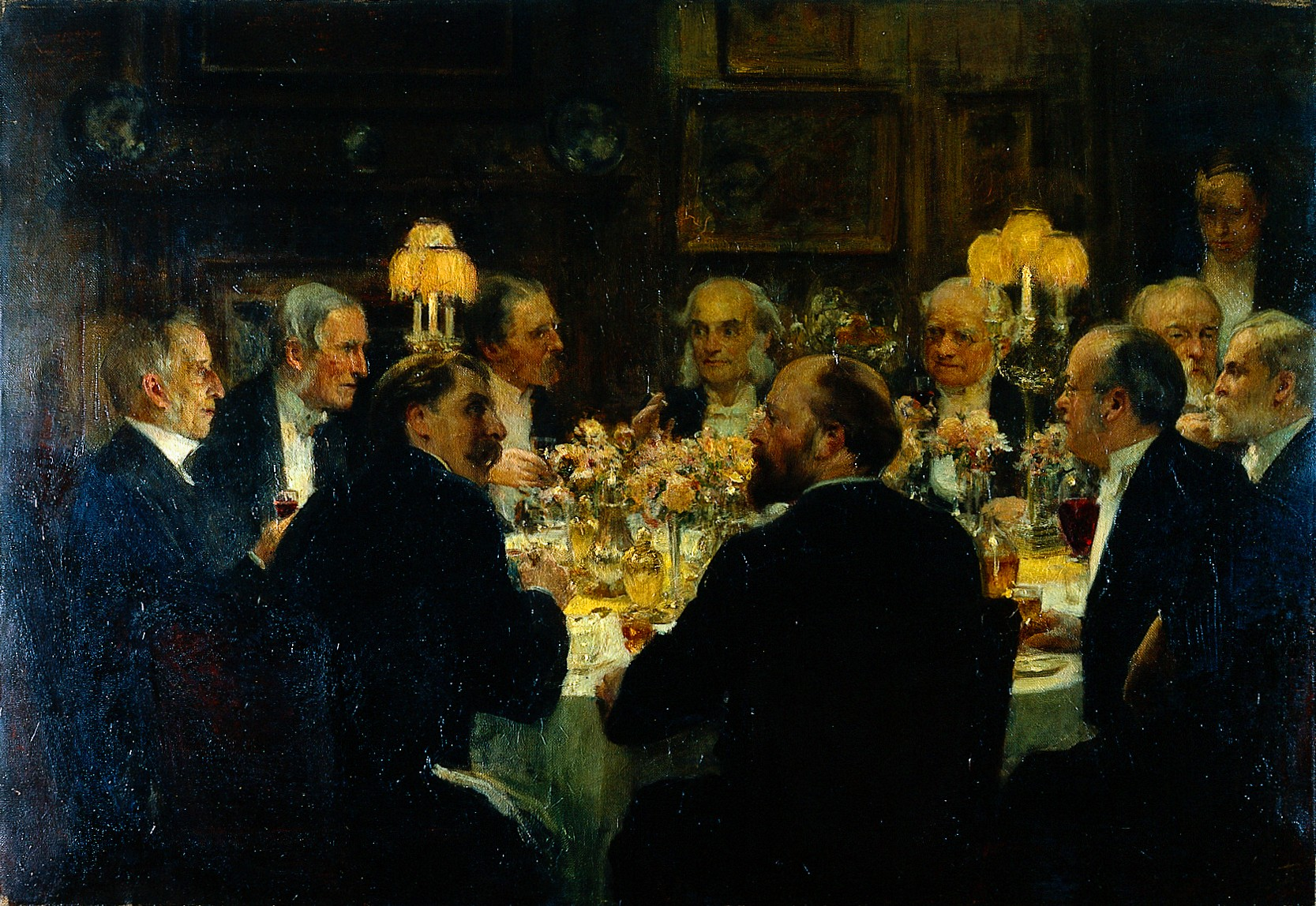
Октава (звана вечеря) для містера Ернеста Гарта в домі сера Генрі Томпсона (~1897)
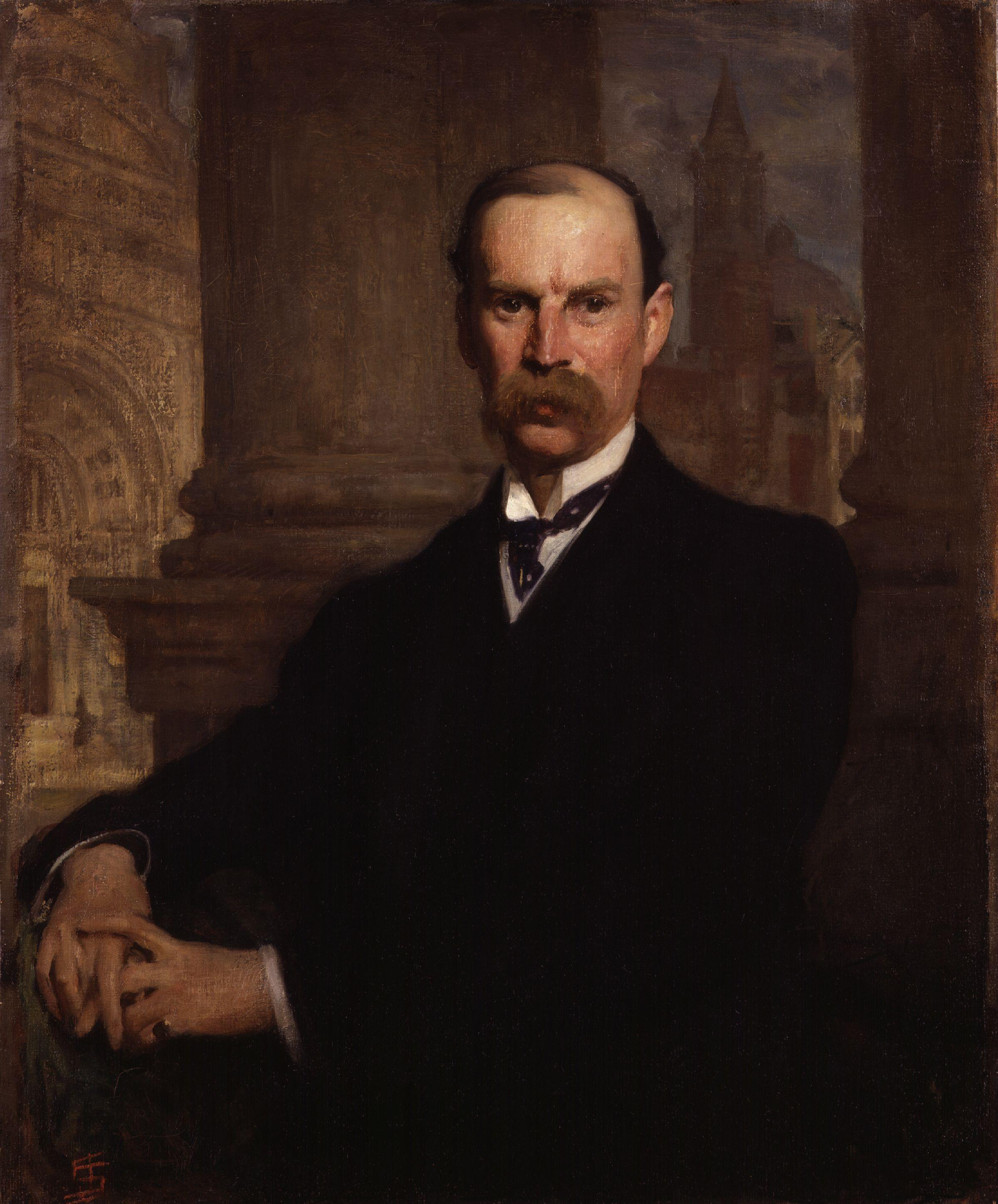
Портрет Астона Вебба (бл. 1906)
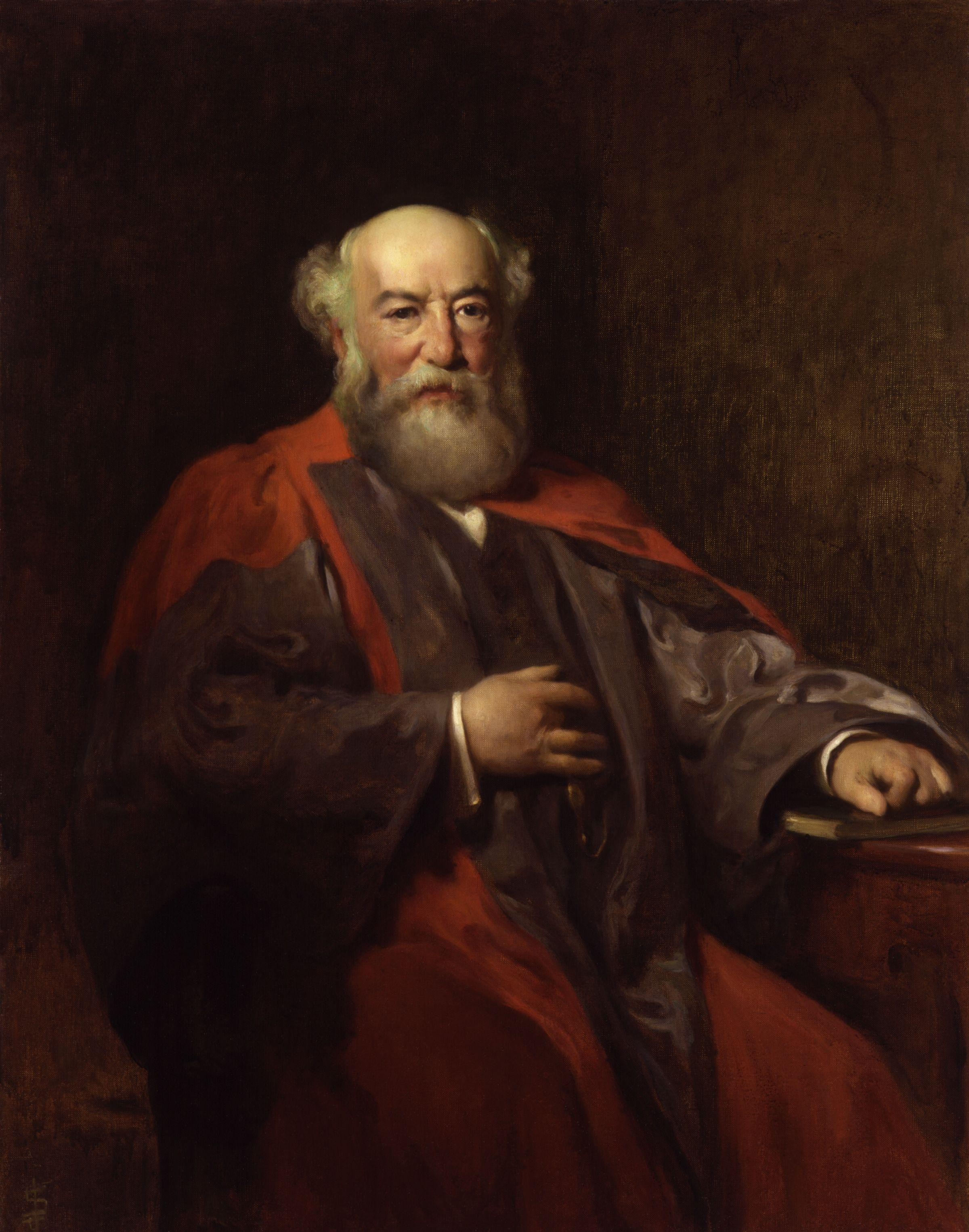
Портрет Людвига Монда (бл. 1909)
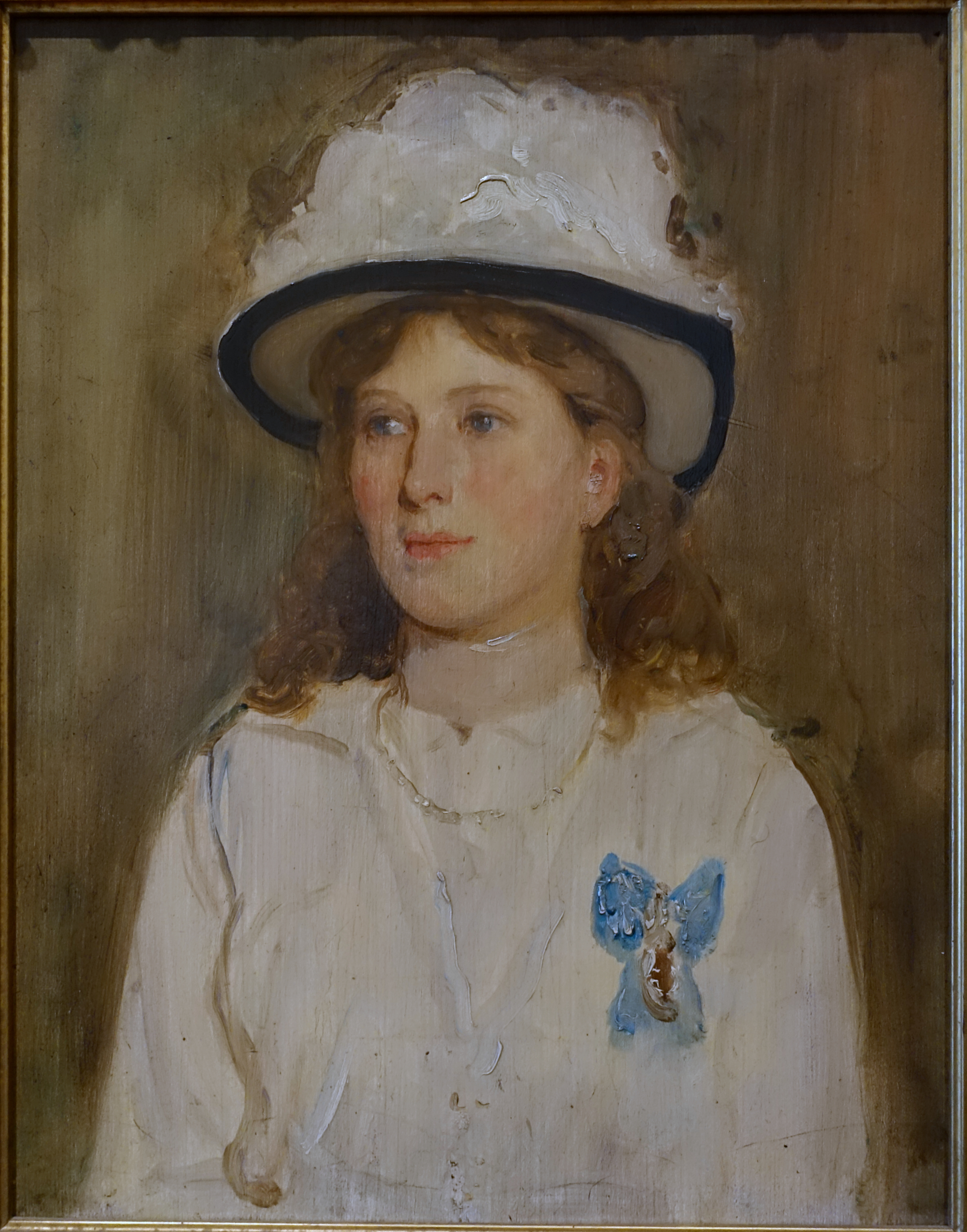
Принцеса Марія (1911)
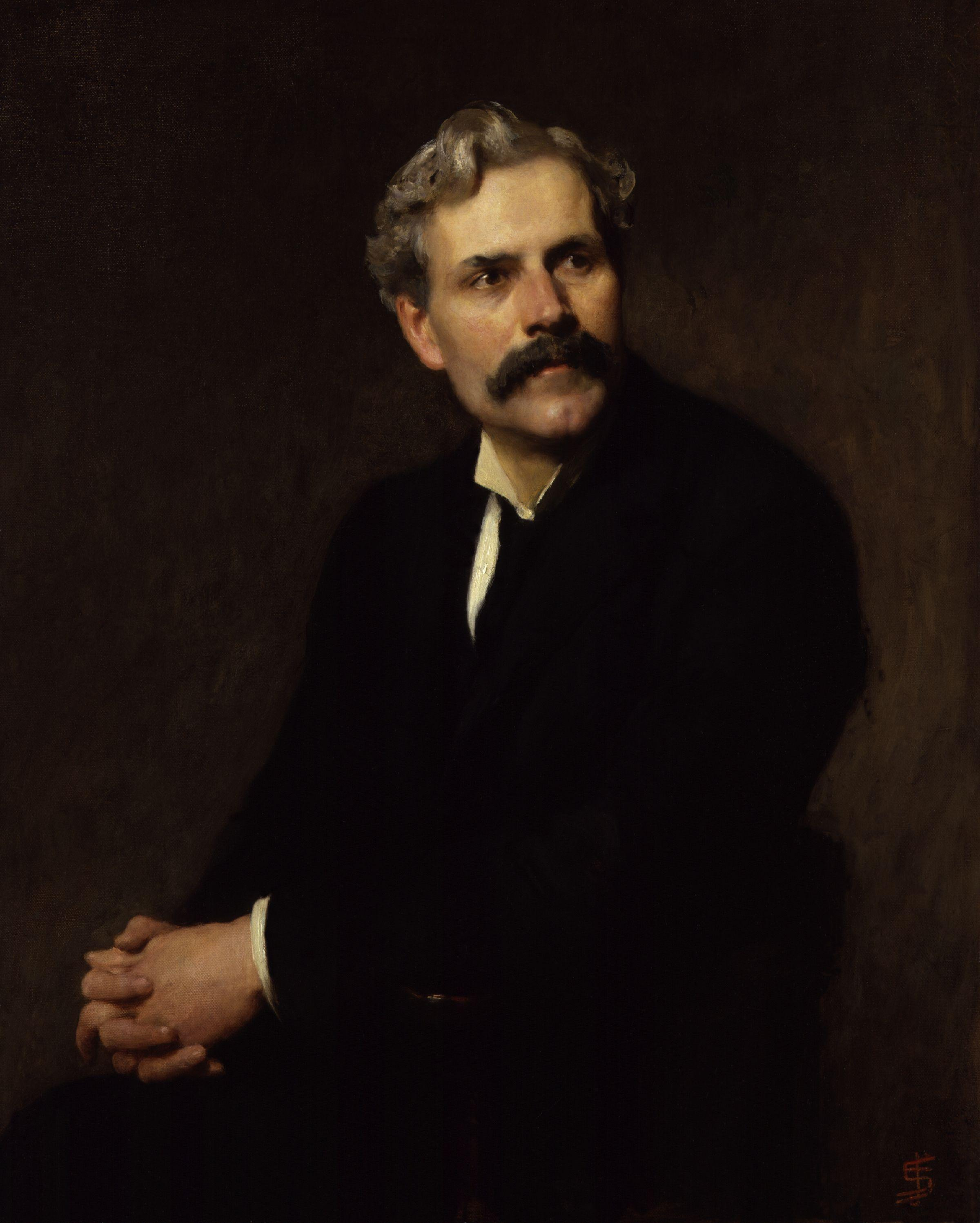
Портрет Джеймса Рамсея Макдональда (1911)
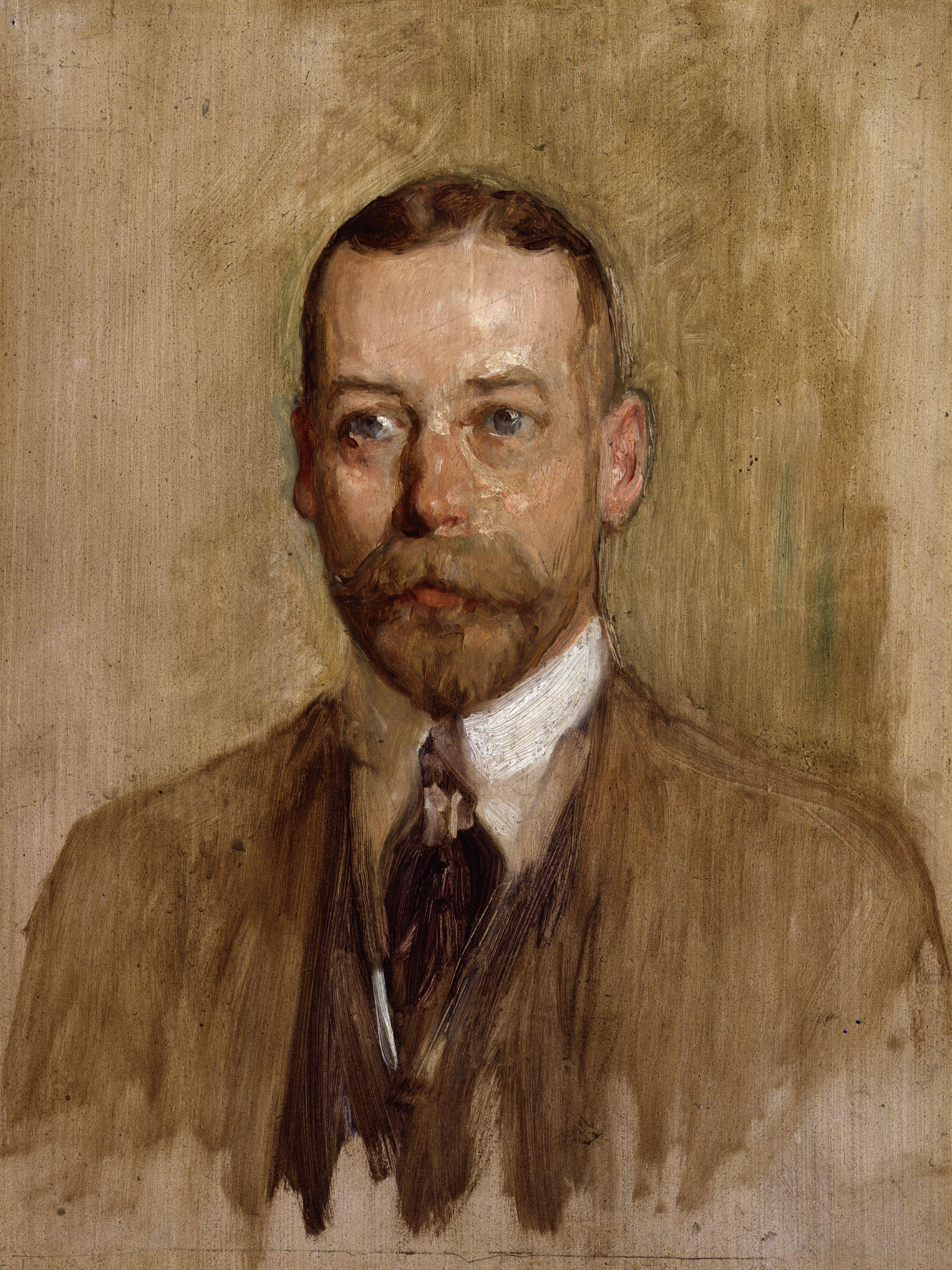
Портрет Георга V (1914)
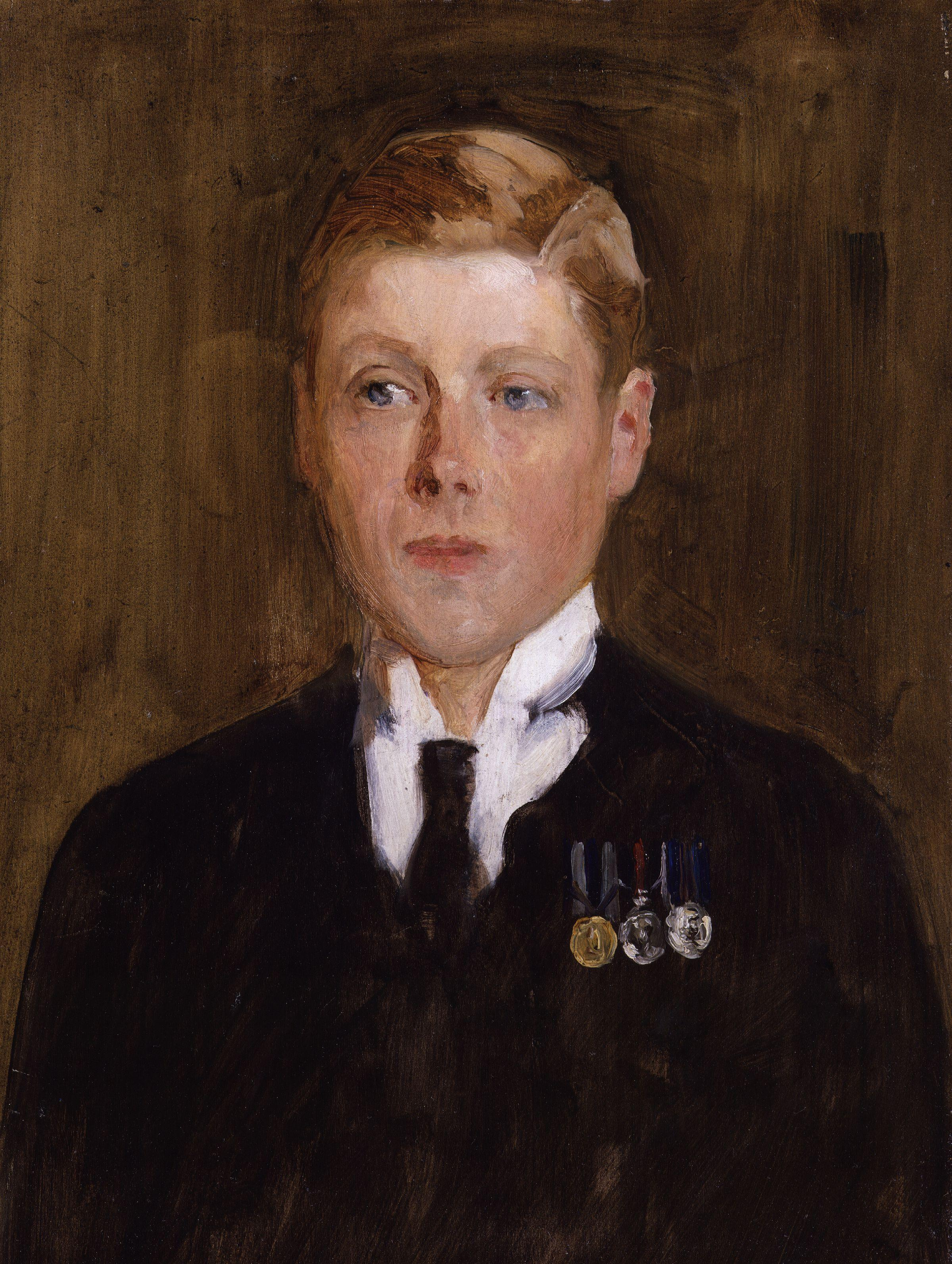
Портрет Эдуарда VIII (1914)
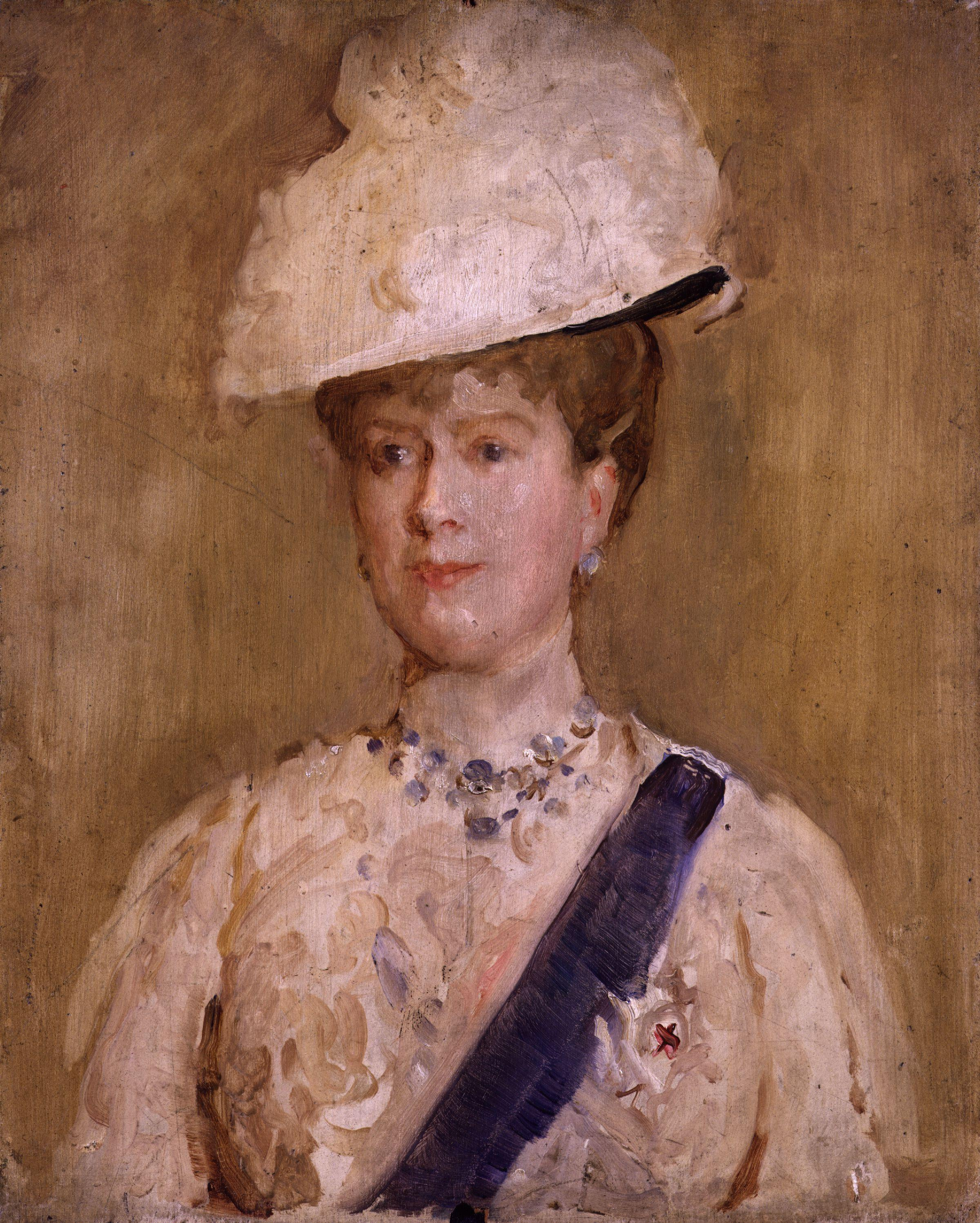
Портрет Марії Текської (бл. 1914)
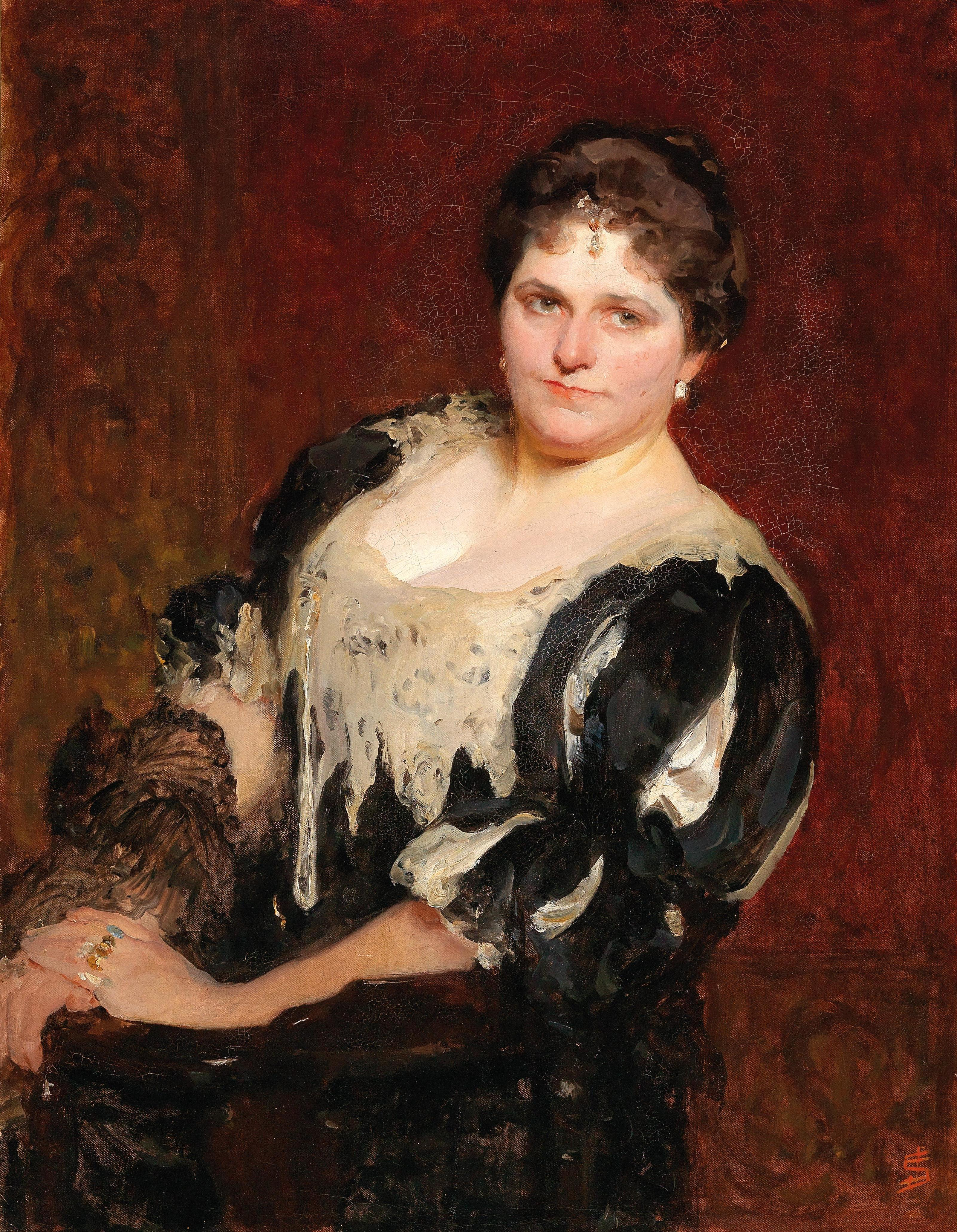
Маркезі Бланш (до 1927)